# Рыковы (деревня)
Рыковы — опустевшая деревня в Даровском районе Кировской области в составе Даровского городского поселения.

## География
Находится на расстоянии примерно 8 км по прямой на северо-запад от райцентра поселка  Даровской.

## История
Известна была с 1802 года как починок Вновь Панкрата Боброва с 1 двором. В 1873 году здесь (починок Панкратия Боброва или Рыковы) было отмечено дворов 2 и жителей 10, в 1905 4 и 32, в 1926 (уже деревня Рыковы или Бобровское) 4 и 24, в 1950 4 и 10. В 1989 году оставалось 4 жителя.  Нынешнее название утвердилось с 1950 года.

## Население
Постоянное население  составляло 3 человека (русские 100%) в 2002 году, 0 в 2010.